# Vilém Zlatník
Vilém Zlatník (19 aprile 1910 – 7 aprile 1975) è stato un calciatore cecoslovacco, di ruolo attaccante.

## Carriera

### Nazionale
Esordisce il 15 maggio 1937 contro la Scozia (1-3).